# Pietro Tripodo
Pietro Tripodo (Roma, 11 gennaio 1948 – Roma, 4 maggio 1999) è stato un poeta e saggista italiano.

## Biografia
Compì gli studi presso il liceo classico Torquato Tasso. Dopo la maturità si iscrisse alla Facoltà di Filosofia e si laureò a Napoli con una tesi in Pedagogia. I suoi studi proseguirono da autodidatta, approfondendo la tecnica della scrittura, l’amore per la parola e per le sue norme metriche, legate alla tradizione classica. Imparò, sempre come autodidatta, il tedesco. Dopo la laurea e gli studi diventò insegnante di Italiano e Storia e nello stesso tempo svolse lezioni al doposcuola del Liceo Nazareno di Roma, dove conobbe Raffaele Manica, che lo inserì nel contesto letterario della rivista “Dismisura” facendogli conoscere anche Tarcisio Tarquini e Gianni Fontana. Intanto sposò Marisa Diletto nel 1985: dal matrimonio nacquero i figli Giulia e Valerio. In questi anni ottenne la cattedra come professore di ruolo a Sezze per un anno; successivamente insegnò a Frascati, nella stessa scuola dove insegnava Rocco Carbone. In seguito la biblioteca della scuola gli sarà intitolata. Durante la metà degli anni ’80 si avvicina al il mondo dei poeti romani allora emergenti, stringendo rapporti con Gabriella Sica, che lo inserì nella sua rivista “Prato Pagano”, mentre stava per pubblicarne una seconda serie: Pietro pubblicherà i suoi testi e le sue traduzioni in quattro numeri su cinque. Con Gabriella Sica il poeta condivideva la passione per le traduzioni e per i classici. In questi anni pubblicò anche i suoi saggi su “La Taverna di Auerbach” e in quella stessa sede tradusse Orazio. Importante fu l’incontro in quel periodo con Emanuele Trevi, durante un convegno su Landolfi: il giovane critico lo renderà poi protagonista del suo libro “Senza verso. Un’estate a Roma“ (Laterza 2004). Sempre in quel periodo si dedicò alla poesia contemporanea scrivendo un saggio molto dettagliato su Salvia e su altri autori quali Piccolo, Landolfi, Bertolucci. Nel 1991 uscì il suo primo libro di poesie, “Altre visioni” (Rotundo, con la postfazione di Emanuele Trevi), dove la poesia e la traduzione dei classici (Orazio, Pascoli latino, Ibico, etc.) coincisero a tal punto da fondersi l’una con l’altra e in cui furono inseriti i testi già precedentemente apparsi su Prato Pagano. La sua seconda raccolta poetica, “Vampe del tempo” (stamperia d’arte Il Bulino), uscì nel 1998 e si compone di 40 prose ritmiche brevi. Entrambe le raccolte poetiche confluirono poi nell’edizione Donzelli 2007, a cura di Raffaele Manica con il titolo “Altre visioni / seguito da Vampe del tempo”. In questi anni di intensa produzione, pubblicò anche le traduzioni di Georg Trakl (“Liriche scelte”), di Callimaco-Catullo (“La chioma di Berenice”), di Stefan George e Ludwig Klages (“L’anima e la forma”) e di Arnaut Daniel(“Canti di scherno e d’amore”). Tripodo morì nel 1999 a soli 51 anni. Le sue traduzioni di Antonio Machado sono state stampate postume nel 2018 in 150 copie per le Edizioni Il Bulino con il titolo: “Pietro Tripodo traduce Antonio Machado” (Introduzione di Roberta Alviti, con segni e incisione di Enrico Pulsoni).

## Opere

### Poesie[3]

#### Raccolte poetiche
- Altre Visioni, Rotundo, Roma, 1991, in una nuova edizione a cura di Raffaele Manica, Donzelli, Roma, 2007.
- Vampe del tempo, Il Bulino, Roma, 1998.
- Nuvole barbare, con immagini di Enrico Pulsoni e con una nota di Emanuele Trevi, Empiria, Roma, 2007.

#### Poesie
- Paralogia regredita e Il pozzo e il pendolo, in «Dismisura», n. 61-62, settembre-dicembre 1982.
- Amplitudine del sole, in «Prato Pagano. Giornale di nuova letteratura», n. 4-5, 1986-87, poi in Altre visioni, Rotundo, Roma, 1991.
- Trilogia e cielo, in «Prato Pagano. Giornale di nuova letteratura», n. 1, dicembre 1987, poi con il titolo A fronte del cielo in Altre visioni, Rotundo, Roma, 1991.
- Poesie senza verso, in «Nuovi Argomenti», n. 46, aprile-giugno 1993.
- Il solo modo che ho, in «Nuovi Argomenti», n. 50, aprile-giugno 1994.
- Il cassetto dei giochi, in «Nuovi Argomenti», n. 6, gennaio-marzo 1996.
- Poesia, in Capaccio Antonio e Moschini Francesco (a cura di), catalogo della mostra Stazioni e dimore, incontro fra arte e poesia, Sala 1, Roma, 9 dicembre-12 gennaio 1997-98.
- Prima serie, in «Nuovi Argomenti», n. 4, ottobre-dicembre 1998.
- Poesia, in Capaccio Antonio (a cura di), catalogo della mostra Brecce, Museo Laboratorio dell’Università degli Studi «La Sapienza» di Roma, Il Bulino, Roma, 1998.
- Poesie senza verso, in «Nuovi Argomenti», n. 6, aprile-giugno 1999.
- Poesie, in Capaccio Antonio (a cura di), catalogo della mostra Paesaggio dopo la Battaglia, Tivoli, Sala 1, Roma, 2000.
- Poesie, in Capaccio Antonio (a cura di), catalogo della mostra Paesaggio dopo la Battaglia, Termoli, Sala 1, Roma, 2000.
- Poesie, in Cosette. Scene di miserabili paesaggi, Edizioni d’arte di Enrico Pulsoni, Roma, marzo-aprile 2000.
- Poesie. Antologia, in Giacomozzi Flavia, Campo di battaglia. Poeti a Roma negli anni Ottanta (antologia di “Prato pagano” e “Braci”), Introduzione di Gabriella Sica, Roma, Castelvecchi, 2005. pagg. 184-187.

#### Traduzioni

##### Su rivista
- Sepulcra maris, traduzione in latino dal francese Cimetière marin di Paul Valèry, in «Dismisura», n. 57-60, agosto 1982.
- Da Orazio, Odi I, Carme XI, in «Dismisura», fascicolo 67/73, dicembre 1984, poi in Altre visioni, Rotundo, Roma, 1991.
- Letture dal Pascoli latino, in «Prato Pagano. Giornale di nuova letteratura», n. 2, estate-autunno 1985, poi in Altre visioni, Rotundo, Roma, 1991.
- Inno all’eternità dal Marullo, in «Prato Pagano. Giornale di nuova letteratura», n. 3, inverno 1985.
- Dal Rusticus. Sylva II di Angelo Poliziano, in «Prato Pagano. Giornale di nuova letteratura», n. 1, dicembre 1987.
- Vino di quattro autunni, in «La Taverna di Auerbach», n. 1, autunno 1987.
- In Volume
- Trakl Georg, Liriche scelte, a cura di Tripodo Pietro, Salerno Editrice, Roma, 1991.
- Callimaco - Catullo, La chioma di Berenice, a cura di Tripodo Pietro, Salerno Editrice, Roma, 1995.
- George Stefan, I canti del sogno e della morte, a cura di Moretti Giampiero e Tripodo Pietro, in «Poesia», n. 83, aprile 1995, anticipazione della postfazione di Giampiero Moretti e di alcune traduzioni di Pietro Tripodo dai Canti. Il testo delle traduzioni ivi pubblicate non è quello definitivo.
- George Stefan e Klages Ludwig, L’anima e la forma, a cura di Moretti Giampiero e Tripodo Pietro, Fazi, Roma, 1995.
- Arnaut Daniel, Canti di scherno e d’amore, a cura di Tripodo Pietro, Fazi, Roma, 1997.
- Machado Antonio, Pietro Tripodo traduce Antonio Machado, a cura di Roberta Alviti, Roma, Stamperia Il Bulino, 2018.

### Saggi
- Tarquini Tarcisio, Viola di morte e Il tradimento, in  (a cura di), Landolfi libro per libro, Hetea editrice, Alatri, 1988, atti del convegno di studi Landolfi, libro per libro, Frosinone e Pico Farnese, 17-19 dicembre 1987.
- Appunti per Beppe Salvia, intervento letto alla presentazione di Cuore (cieli celesti), luglio 1988 e poi pubblicato con il titolo La fine del gioco, «La Taverna di Auerbach», nn. 5-8, inverno 1989-inverno 1990.
- Vox circumsiliens. Iperboli, discorsi, parodie, in «La Taverna di Auerbach», nn. 2-4, 1988.
- Pizzuto in Taverna, in «La Taverna di Auerbach», nn. 5-8, inverno 1989-inverno 1990.
- Adsonat Echo, in Bertolo Fabio Massimo Canetteri Paolo, Fuksas Anatole Pierre, Pulsoni Carlo (a cura di), «Antico-Moderno. Convergenze testuali», vol. I, Bagatto libri, Roma, 1995, p. 76.
- Imitabere pana canendo, letto da Tripodo durante il “Convegno sulla Nuova Poesia La parola ritrovata”, a cura di Maria Ida Gaeta e Gabriella Sica, svolto al Palazzo delle Esposizioni a Roma, il 22-23 settembre 1993, e pubblicato in versione ampliata in La parola ritrovata. Ultime tendenze della poesia italiana, a cura di Sica Gabriella e Gaeta Maria Ida, Marsilio, Venezia, 1995.
- La pietà delle parole, in Orazio, Arte poetica (Lettera ai Pisoni), a cura di Damiani Claudio, traduzione e note di Giacomo F. Rech, Fazi, Roma, 1995.
- Paesaggi e sentimenti (sulle Imitazioni di Bertolucci), in «Nuovi Argomenti», n. 4, luglio-settembre 1995.
- Ferma è la notte come una memoria. Appunti di metrica e retorica su “Gioco a nascondere” di Lucio Piccolo, in «Nuovi Argomenti», n. 8, 1996, poi in Colasanti Arnaldo (a cura di), La nuova critica letteraria nell’Italia contemporanea, Guaraldi, Rimini, 1996.
- Sulla poesia di Beppe Salvia (Prima parte), in “Capoverso”, n. 2, luglio-dicembre 2001.
- Sulla poesia di Beppe Salvia (Seconda parte), in “Capoverso”, n. 3, gennaio-giugno 2002.

### Traduzioni di poesie
- Cyr Gilels, traduzione in francese di cinque prose liriche di Pietro Tripodo, con la collaborazione di Catalano Francis, in Outlettet Pierre (a cura di), Des poètes en Italie, con la collaborazione di Daniele Pieroni, in «Liberté», n. 213, Canada, giugno 1994.